# Dekanat kamieński
Dekanat Kamień Krajeński – jeden z 30 dekanatów w rzymskokatolickiej diecezji pelplińskiej.

## Parafie
W skład dekanatu wchodzi 9 parafii:
- parafia św. Michała Archanioła – Dąbrówka
- parafia św. Apostołów Piotra i Pawła Kolegiata – Kamień Krajeński
- parafia Chrystusa Króla – Kęsowo
- parafia św. Apostołów Filipa i Jakuba – Obkas
- parafia Podwyższenia Krzyża Świętego – Ogorzeliny
- parafia św. Józefa Oblubieńca Najświętszej Maryi Panny – Płocicz
- parafia św. Mateusza Apostoła i Ewangelisty – Wałdowo
- parafia Narodzenia Najświętszej Maryi Panny – Wielka Klonia
- parafia Narodzenia Najświętszej Maryi Panny – Zamarte

## Sąsiednie dekanaty
Chojnice, Człuchów, Koronowo, Rytel, Sępólno Krajeńskie (diec. bydgoska), Tuchola, Złotów I (diec. bydgoska).